# Fosfodiesterasa 5
La fosfodiesterasa 5 (PDE5A) (EC 3.1.4.35) es una enzima que cataliza la reacción de hidrólisis del fosfato cíclico del guanosín monofosfato cíclico (cGMP). 
cGMP + H2O {\displaystyle \rightleftharpoons } GMP
Esta enzima es uno de los 11 tipos de fosfodiesterasas cíclicas conocidos (PDE1-PDE11). En el ser humano se conoce una isozima de esta proteína (PDE5A) y dos isoformas (PDE5A1 y PDE5A2). Participa en la transducción de señales regulando la concentración intracelular del cGMP.
Como cofactor usa 2 cationes metálicos divalentes por subunidad. Los sitios de unión de estos cationes se encuentran en el dominio C-terminal catalítico. El sitio de unión 1 se une preferentemente a iones zinc, mientras que el sitio 2 tiene preferencia por el magnesio y/o manganeso.
El cGMP actúa como regulador alostérico de la enzima. El dominio N-terminal regulador contiene dos regiones de unión alostérica del cGMP llamadas región A y región B. El sildenafilo (Viagra) es un inhibidor potente y altamente selectivo de la PDE5A, y es efectivo en el tratamiento de la disfunción eréctil. La enzima también es inhibida por el zaprinast. La PDE5A contiene dos dominios tipo GAF.
La PDE5A se expresa en las células del músculo liso aórtico, corazón, placenta, músculo esquelético y, en menor cantidad, en el cerebro, hígado y pulmones.